# 다발풀잎귀쥐
다발풀잎귀쥐(Phyllotis osilae)는 비단털쥐과에 속하는 설치류이다. 아르헨티나와 볼리비아, 페루에서 발견된다.